# Máquina de picar carne

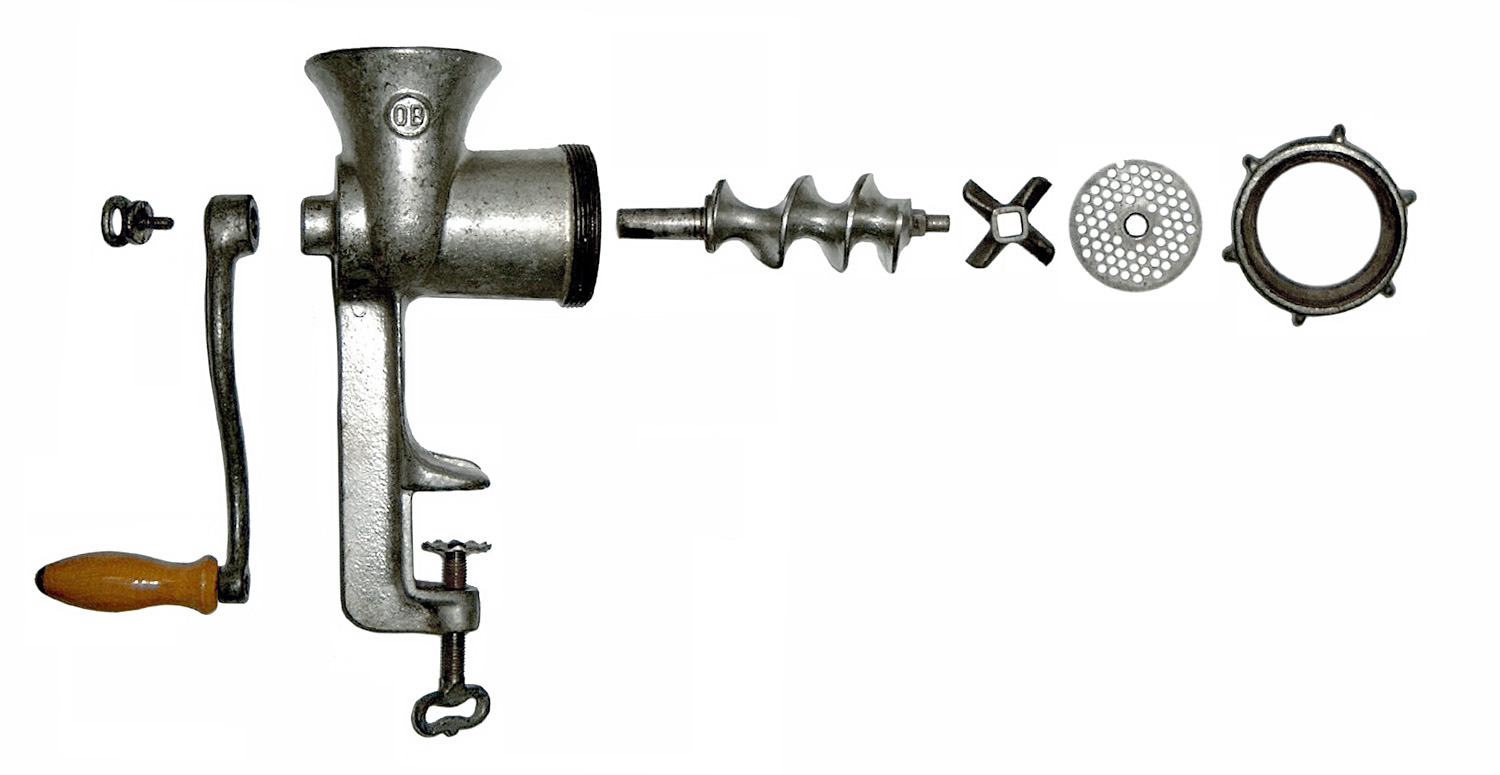
Despiece de los elementos de una máquina de picar carne manual.

La máquina de picar carne o picadora de carne es un utensilio de cocina encargado de picar los músculos de la carne en pequeñas partes. En parte sustituye a la tajadera en su función de picado. La invención de este aparato se debe al ingeniero alemán Karl Drais que en el siglo XIX ideó por primera vez una máquina con una funcionalidad similar. Se trata de una de los útiles más característicos y que más frecuentemente pueden verse en las carnicerías.

## Características
Antes, las picadoras de carne antiguas funcionaban mediante el accionamiento manual de una palanca giratoria que movía un eje en espiral sin fin que empujaba los trozos de carne a una placa con orificios por donde salía la carne en pequeños pedazos (funcionamiento similar al del colador). Se solía pasar varias veces la carne por la picadora de carne con el objeto de graduar la fineza del producto final. Se empleaban en las operaciones de picado en la matanza y estaban asociadas a un extremo con las embutidoras.
La máquina de picar moderna es automática, tiene un motor eléctrico integrado que le proporciona una gran fuerza motriz constante (entre unos 0,5 y 3 caballos de fuerza).